# Асимптота
В математиката асимптота на равнинна крива е права, която се приближава неограничено до клон на кривата, но никога не я допира. По този начин в точка от кривата, клоняща към безкрайността, разстоянието между кривата и асимптотата клони към нула.

## Уравнения
Нека y = f(x) е дефинирана в неограничена област. Правата l = kx + n се нарича асимптота на f(x), ако е изпълнено условието
{\displaystyle \lim _{|x|\rightarrow \infty }{[f(x)-(kx+n)]}=0}.
Коефициентите k и n се пресмятат по формулите: {\displaystyle k=\lim _{|x|\rightarrow \infty }{\frac {f(x)}{x}}} и {\displaystyle n=\lim _{|x|\rightarrow \infty }{[f(x)-kx]}}.

### Изключения
От дефиницията на понятието следва, че затворените криви нямат асимптоти, тъй като липсва възможността тяхна точка да клони към безкрайността. Но и сред останалите криви не всички имат асимптоти – например параболата. Трансцендентните криви могат да пресичат асимптотите си, и то безброй много пъти, например кривата на затихващото трептене.

## История
Въвеждането на термина се приписва на Аполоний (3 век пр.н.е.), макар че неназован присъства още в работите на Архимед. Думата „асимптота“ идва от гръцки и се състои от отрицателната частица α и думата συμπτωτος – „съвпадащ“, „сливащ се“ (συμ – „с“, „заедно“ и πιπτω – „падам“). Прокъл използва този термин, за да обозначава и успоредните прави.
В труда си „Уроци за приложение на инфинитезималното смятане в геометрията“ (Leçons sur l'ápplication du calcul infinitésimal à la géométrie) Огюстен Луи Коши първи предлага метод за намиране на асимптоти на алгебрични криви. Изследванията му са продължени от Леонард Ойлер и Юлиус Плюкер. Исак Нютон първи въвежда криволинейни асимптоти за криви от трета степен.